# Alopecosa aculeata
Alopecosa aculeata es una especie de araña araneomorfa del género Alopecosa, familia Lycosidae. Fue descrita científicamente por Clerck en 1757.
Habita en Europa, Turquía, Cáucaso, Rusia (Europa al Lejano Oriente), Irán, Asia Central, China y Japón. También se encuentra en América del Norte, en los Estados Unidos se ha reportado en Dakota del Sur y en Canadá en Alberta, Terranova y Labrador. Las hembras de Alopecosa aculeata suelen construir madrigueras debajo de vegetación.